# 田代ひかり
田代 ひかり（たしろ ひかり、2000年1月15日 - ）は、日本の元女性タレント。東京都出身。

## 略歴
エイベックス・ダンスマスターパルバル湘南スポーツクラブ受講生、エイベックス・プランニング&デベロップメント、スターダストプロモーションを経て、TRUSTARに所属していた。
2013年11月に結成されたスターダストプロモーション初のガールズバンド「Le Lien」のドラマーHikariとして活動。2015年9月2日にメジャーデビュー、2016年12月31日に解散、および芸能界を引退した。

## 出演

### テレビドラマ
- 近キョリ恋愛SeasonZERO 第1話（2014年7月19日、日本テレビ）
- ファーストクラス 第6話（2014年11月19日、フジテレビ）

### その他のテレビ番組
- 天才てれびくんMAX（2010年3月29日 - 2011年4月7日、NHK教育） - てれび戦士

### CF
- ベネッセコーポレーション 進研ゼミ中学講座
- バンダイ アイカツ!フォン
- 日本コカ・コーラ

### その他の広告
- ヴェルムーア
- メゾンドプリエ
- isn’tshe?
- It snap
- レピピアルマリオ

## 書籍

### 雑誌連載
- ダンススタイルキッズ（2009年、リットーミュージック）
- ニコ☆プチ（2011年12月号 - 2013年6月号、新潮社） - モデル
- Seventeen（集英社） - ミスセブンティーン2017ファイナリスト

### 機関誌
- 2013 組曲ピュルテ SSスタイルBOOK（2013年2月 - 6月） - モデル
- 2014 組曲ピュルテ SPRiNG CEREMONY COLLECTION（2013年10月 - ） - モデル